# Nembrotha lineolata
Nembrotha lineolata Bergh, 1905 è un mollusco nudibranchio della famiglia Polyceridae, diffuso nell'oceano indiano e nel Pacifico.

## Descrizione

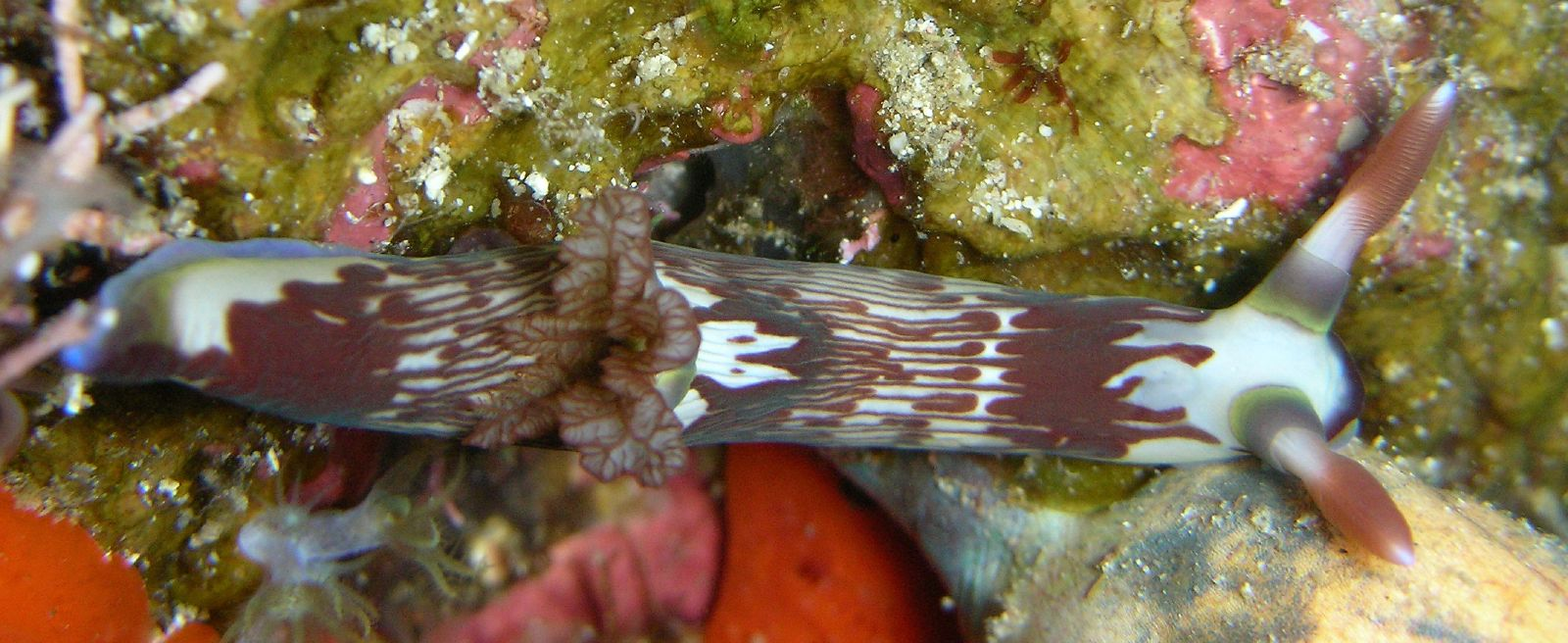
Visione dorsale

Corpo bianco, segnato o da linee continue e tratteggiate oppure da linee incrociate a formare complessi motivi. Rinofori e branchie cerchiati alla base da anelli giallo e viola-blu.

## Biologia
Si alimenta di ascidie (Clavelina spp., Rhopalaea spp., Oxycorynia spp.).

## Distribuzione e habitat
Dalle Seychelles alle Filippine, dall'Australia alle isole Figi.